# Баян (броненосен крайцер)
Баян (на руски: Баян) e броненосен крайцер на руския императорски флот. Построен и проектиран от фирмата „Форже е Шантие де ла Медитеране“ (на френски: Forges et Chantiers de la Méditerranée), в корабостроителницата на Ла Сен сюр Мер (на френски: La Seyne-sur-Mer), Франция. Той е главният кораб в серията броненосни крайцери тип „Баян“. Корабът наследява името на отписаната корвета „Баян“. На 26 ноември 1904 г. той е потопен в пристанището на Порт Артур. Впоследствие е изваден и на 22 август 1905 г. е включен в състава на Японския имперски флот под името „Асо“ (на японски: 阿蘇), където служи до 1930 г. като е потопен при учебни стрелби, в качеството му на кораб-мишена от тежкия крайцер „Миоко“ на 8 август 1932 г.

## Проектиране и постройка
Поради предположението, че флотът в Далечния Изток ще води операции близо до крайбрежните води, където е много вероятно среща с големи сили на противника, възниква идеята за крайцер, който има усилено брониране и повишена живучест за сметка на автономността и далечината на плаване.
На 7 май 1897 г. на съвещание за утвърждаване на проектното задание за новия крайцер, под председателството на Морския министър вицеадмирал Павел Петрович Тиртов, в което участвали и адмирал Константин Павлович Пилкин, вицеадмирал С. П. Тиртов 2-ри, вицеадмирал Николай Иванович Казнаков, вицеадмирал Степан Осипович Макаров, вицеадмирал Фьодор Карлович Авелан, контраадмирал Николай Иларионович Скридлов, контраадмирал Николай Николаевич Ломен, генерал-майор Аполон Семьонович Кротков (и.д. Главен инспектор на морската артилерия), инспектора по механическата част Николай Гаврилович Нозиков и инспектора по корабостроене Николай Евлампиевич Кутейников се стига до постановление от 12 пункта, в което се формулира и самото проектно задание. Самото задание предвижда:
- Пределна водоизместимост – 6700 t;
- Корпус с „нормална конструкция“, обшит в подводната част с дърво и мед;
- Скорост от 21 възела;
- Далечина на плаване до 7000 – 8000 мили при скорост 10 възела;
- Два гребни винта;
- Водотръбни котли „Белвил“;
- Черупковидна бронирана палуба и брониран пояс до горната палуба;
- Артилерийско въоръжение: 2х8", 8-10x6" и 20x3" оръдия;
- Възможност за преследващ и ретираден (при отстъпление) огън от три оръдия;
- Бронева защита на 8" и 6" оръдия с щитове от круповска броня, бронева защита на част от 3" оръдия;
- Три подводни минни апарата – един носов и два кърмови;
- Един или два бойни марса;
- Таранен форщевен.

На 11 юни 1897 г., с писмо Главният морски щаб внася няколко промени в заданието:
- При необходимост фирмата проектант може да увеличи водоизместимостта до 7000 t, с разрешение от Морския министър;
- 8" оръдия да са в закрити кули;
- Числото на оръдията за преследване да са пет.

Строителството на кораба е поверено на френската компания Forges et Chantiers de la Méditerranée. На 2 ноември 1898 г. за контролиращ строежа на броненосеца „Цесаревич“ и крайцера „Баян“ е назначен капитан 1-ви ранг Иван Константинович Григорович. Механизмите и сглобените конструкции се приемат от инженер-механика Константин Петрович Боклевский и инженер-механика Дмитрий Андреевич Голов.
В хода на строителството Морският технически комитет (МТК) се отказва от поставянето на котвата тип „Марел“ и оставя остарелия тип котва на „Мартин“ с щок. Също така е отхвърлено предложението на Григорович за кърмови мостик и пералня, които да се добавят в проекта на кораба.
Първият лист на хоризонталния кил на крайцера е поставен на стапелите на 24 ноември (6 декември) 1898 г. След получаване на поръчката при крайно изгодни условия, френските корабостроители загубват ентусиазма и любезността си. С напускането на главния конструктор и директор на корабостроителницата в Ла Сейн А. Логан се увеличават случаите на невнимателно отношение към руските поръчки, строителството се проточва, дава се предимство на строежа на френски кораби. Приемчиците са принудени все по-често да бракуват нискокачествени или не по спецификация направени детайли. Поръчките на механизми и материали са насочени към малки подизпълнители от Пиренеите до границата с Белгия. Руският военноморски агент във Великобритания, капитан 1-ви ранг Иван Петрович Успенский бракува котвените вериги за „Баян“, произведени от малката фирма „Хенри Ууд енд Ко“ по френска поръчка. В Марсилия руските приемчици бракуват вала на носещите лагери на лявата парна машина, капаците на цилиндрите високо налягане и две от буталата.
Официалното залагане на „Баян“ и „Цесаревич“ е в един и същи ден – на 26 юни (8 юли) 1899 г. По предписание на Петербург церемонията е проведена без особени тържественост: офицерите на флота са в цивилни дрехи, руският флаг не се издига на корабите.
В края на 1899 Григорович и Боклевски са сменени от командира на крайцера Александр Ростиславович Родионов и корабния инженер Иван Александрович Гаврилов.
Към 26 май 1900 г. са завършени изпитанията на подводната част на обшивката за водонепроницаемост. На 30 май крайцерът е спуснат на вода – със закъснение от пет месеца. Заради подмяната на бракуваните детайли на лявата машина монтажът ѝ се забавя. Завод Сен-Шамон закъснявал с подмяната на бракуваните бронеплочи.
В процеса на строителството по предложение на А. Р. Родионов от фокмачтата махат бойния марс с две 47-mm оръдия, променят рангоута и разположението на прожекторите, поставят сирена, електрическата трансмисия на рулевата машина е заменена с хидравлична.
В 1902 г. за командир на крайцера е назначен капитан 1-ви ранг Роберт Николаевич Вирен. В същата година за измерване на вибрациите на корпуса на кораба, които се открили при първите заводски изпитания, на крайцера пристига и подполковника по Адмиралтейство Алексей Николаевич Крилов.
На 14 и 16 октомври, близо до Иерските острови, са проведени ходовите изпитания. Вместо планираните 24 часа те продължават само 5 и скоростта нито веднъж не доближава 21 възела, максималната постигната скорост е 20,97 възела. Газенето на крайцера е по-малко от проектното и е 21 фута и 3 дюйма. Последвалите изпитания и отстраняване на заводските дефекти отнемат цялата 1902 и началото на 1903 година.

## История на службата

### Преходът към Далечния Изток
Пролетта на 1903 г. „Баян“ прави преход в Кронщат, където на 22 юли участва в генерал-адмиралския преглед, а на 26 юли – в императорския преглед. В същия ден заедно с броненосеца „Ослябя“ се отправя към Средиземно море, където да се срещне с броненосците „Цесаревич“ и „Император Николай I“. По план на ГМЩ този отряд следва да отплава към Далечния Изток, за да подсили Тихоокеанската ескадра. Но на 9 (22) август „Ослябя“ претърпява инцидент в Гибралтарския пролив и „Баян“ продължава своя път самостоятелно. На 25 септември 1903 г. броненосецът „Цесаревич“ и крайцерът „Баян“ напускат Средиземно море, насочвайки се на изток. Те пристигат в Порт Саид на 27-и, а в Суец на 30-и. Следват Джибути – 8 октомври; Коломбо – 21 октомври; Сабанг – 28 октомври. На 7 ноември тръгват от Сингапур към Порт Артур. По пътя екипажът на крайцера провежда учебно-боева подготовки. В 9 часа сутринта на 19 ноември радиостанцията на „Цесаревич“ се свързва със станцията на стоящия на външен рейд при Порт Артур флагмански броненосец „Петропавловск“. На 30 ноември със заповед № 984 на командващия ескадрата „Цесаревич“ и „Баян“ са зачислени към нея. Корабите са включени в програмата на рейдовите учения и се подготвят за боядисване в бойна окраска.
В похода си „Цесаревич“ и „Баян“ тръгват без далекомерите на Бар и Струд, а крайцерът освен това имал проблеми с неудачната конструкция на пантите на люковете на оръдейните амбразури, които се отваряли от ударите на вълните (фактически заради ниското разположение на батареите, това означава че при по-силно вълнение не могат да се използват никакви оръдия, освен 8" в кулите).

### В Порт Артур
На 25 януари 1904 г., ден преди японското нападение, „Баян“ заедно с „Боярин“ приключват дежурството си. Корабът пуснал котва на външния рейд, където ескадрата се подготвяла за плаване, капитан 1-ви ранг Вирен подал рапорт до началника на ескадрата, в който поискал разрешение за поставянето на противоторпедни мрежи, но не получава отговор. Доколкото крайцерът е в далечния югозападен ред на строя на ескадрата и екипажа не забелязал приближаването на японските миноносци. Нападателите също не забелязали крайцера, който бил заслонен от спомагателния крайцер „Ангара“. Едва с наближаването на катерите от ударените кораби на „Баян“ разбират какво се е случило и в 1 часа и 35 минути разпалват котлите. Заповед за излизане в открито море не се получава. В 4:55 сутринта Вирен напомня на началника на ескадрата за готовността си да излезе в морето, но отново няма заповед. В 8:05 на хоризонта се появяват два бронепалубни японски крайцера, но адмирал Оскар Викторович Старк не изпраща крайцерите си за прехващане, а започва подготовка за излизане на цялата ескадра. „Баян“ води колоната крайцери. Когато японците се скриват, ескадрата се връща на рейд.
На 27 януари японският флот отново приближава Порт Артур. Руската ескадра в килватерна колона излиза насреща им. След половин час престрелка японците се оттеглят от боя. Крайцерите „Баян“ и „Новик“ по време на боя са между двете колони броненосци. След първия изстрел на японския флагман „Микаса“, „Баян“ открива ответен огън от разстояние 29 кабелта. След започналото оттегляне на противника руските крайцери се доближават на 19 кабелта до последните кораби на японците и откриват огън с всички оръдия, до 75-mm. След заповед на командващия се оттеглят и се връщат в строя на ескадрата.
В този бой крайцерът получава около десет попадения на 6" снаряди и до 350 малки пробойни. Излизат от строй три 75-mm оръдия, прожектор и три котела. Загиват 4 матроса, ранени са 35 (двама от тях смъртоносно). От офицерите са ранени лейтенант А. А. Попов и командирът на 6" оръдие поручик В. К. Самарский. Строевият квартирмейстер (старшина на рулевите) Никифор Печерица, независимо от сериозните рани, които получил, не напуснал поста си до флага. Матрос 1-ви ранг Павел Адмалкин след попадение на снаряд в 6" му каземат сам продължава да стреля, като прави 10 изстрела. За този бой Вирен получава Златно оръжие „За храброст“.
При излизанията на ескадрата от пристанището насреща на японската ескадра, „Баян“ изпълнява ролята на флагман на отряда крайцери. Но бойните му възможности са силно ограничени от малката далекобойност на 8" му оръдия. В престрелките с японските кораби на пределни дистанции снарядите му просто не достигали противника.
На 31 март 1904 г. „Баян“ излиза на помощ на ударения и загубил ход миноносец „Страшный“, който е обкръжен от японски миноносци. Наближавайки мястото на битката, крайцерът се озовава срещу отряд от шест японски крайцера, (броненосните „Асама“ и „Токива“ и четири бронепалубни). „Баян“ открива огън, след което под съсредоточения ответен огън на противника пуска Велбот и Ял и започва да спасява екипажа на унищожения миноносец (били спасени 5 души), след което с пресичащ курс се опитва да прегради отряд от руски миноносци от преследващите ги два японски крайцера. Последният залп на японците ляга под самата кърма на „Баян“, но крайцерът успява да се спаси и да вземе лодките си на борда. След като съпровожда миноносците към брега, по заповед на флагмана крайцерът се присъединява към ескадрата. За това сражение капитан 1-ви ранг Вирен е удостоен с орден св. Георги IV степен, наградени са и няколко офицера и матроси.
Следващите действия на Портартурската ескадра се ограничавали до излизания на малки съдове. „Баян“ стоял в залива. На 24 април по заповед на и.д. началник на ескадрата контраадмирал Вилхелм Карлович Витгефт от крайцера са свалени четири 75-mm оръдия, които са поставени на батарея „В“.
На 10 юни „Баян“ под брейд вимпела на капитан 1-ви ранг Николай Карлович Рейценщейн участва в ескадреното излизане в търсене на генерално сражение с японската ескадра. В 19 часа и 10 минути по сигнал на адмирал Витгефт „Баян“, заедно с крайцерите заема място пред ескадрата, която се завръщала в пристанището.
На 26 юни „Баян“ отново под брейд вимпела на Рейценщейн оглавява отряд, включващ броненосеца „Полтава“, крайцери и миноносци, който обстрелял височините, заети от японските сили, в залива Тахо. В престрелката с отряд японски крайцери и миноносци снарядите на „Баян“ пак не достигали до противника.
През юли „Баян“ продължава да оказва подкрепа на сухопътните сили. На 14 юли той отново е начело на отряд в състав броненосците „Ретвизан“ и „Полтава“, крайцерите „Новик“ и „Асколд“, 3 канонерски лодки и 7 миноносеца, отново за обстрел на японските позиции в залива Тахо. В отговор японците изпращат насреща броненосните крайцери „Ниссин“ и „Касуга“. Руският отряд не приема боя и започва да се оттегля. На входа на пристанището „Баян“ с десния борд се натъква на мина и получава пробойна, дълга почти 10 метра по страничния кил, в резултат на взрива са потопени първото огнярно, две въглищни ями и десният бордови коридор. При неголям крен на десния борд диферента достига до 2,1 m. В 18:40 крайцерът успява да достигне кея, след което ляга на дъното. Под ръководството на лейтенант В. И. Руднев са подведени два пластира, докато другата аварийна команда ръководена от трюмния механик Б. П. Кошелев закрепва преградите.
Командването на ескадрата преди влизането на крайцера на док решава да го разоръжи напълно, за да не се „прекърши“. Всички 6" и 75-mm оръдия са свалени и предадени на сухопътните войски и други кораби от ескадрата. Две от 6" оръдия потънали с баржата, която ги превозвала при обстрел на японската обсадна артилерия. Към 2 (15) септември на „Баян“ вече нямало нито едно 6", 8х75-mm, 8х47-mm и 2х37-mm оръдия и дори не разчитали на тяхното връщане обратно.
Командирът на кораба сам помогнал за разоръжаването му. На 15 (28) юли, на съвещание на командирите и флагманите Р. Н. Вирен дава следното предложение: „Флотът да остане в Артур, защото е неразделно цяло с него, но самите съдове да се разделят на такива, които ще стоят на рейд и други, които бидейки в пристанището да свалят екипажите си на брега и да помогнат за отбраната му, до края на кампанията“. След гибелта на Витгефт в боя в Жълто море именно Вирен е назначен за началник на Портартурския отряд кораби и той продължил разоръжаването на ескадрата. Командването на „Баян“ преминава към капитан 2-ри ранг Ф. Н. Иванов – бивш командир на минния заградител „Амур“.
В началото на август на екипажа на „Баян“ възложили обслужването на 4x6", 3x120-mm, 12x75-mm, 9x47-mm, 12x37-mm оръдия и 5 прожектора на сухопътния фронт и 9 фугаса на форт № III, поради което на брега са свалени 223 души от екипажа (батареи на сухопътния фронт командват мичманите Юрий Лонткевич, Александр Бошняк, Анатолий Романов). Още над 200 души на 7 август са зачислени в резерва на сухопътните войски на крепостта под командването на лейтенант В. И. Руднева 3-ти и мичман П. М. Соймонов 2-ри (в героичната отбрана на връх Высокой участват лейтенант В. И. Руднев, инженер-механика М. И. Глинка, младшия лекар А. П. Стеблов, свещеника о. Анатолий Куниев). Старшият минен офицер на крайцера лейтенант Николай Люцианович Подгурский предложил за стрелба по японските окопи да се ползват метателните минни апарати, а на 4 септември изтърколил кръгла мина в японски окоп. На 9 септември лейтенант Подгурски взривява блиндаж, превзет от японците на върха, което отсрочило падането на важния укрепен пункт с повече от два месеца.
В края на септември на „Баян“ започва поставянето на 6" оръдия от крайцера „Палада“, подготвяйки го за излизане в морето. Японците обстрелват района на пристаните с оръдия среден калибър, а впоследствие и с 11" мортири. „Баян“ получава 10 попадения от среден калибър и 6 от 11" снаряди. На 3 октомври крайцерът, вече с повреди в ходовата част, излиза на външния рейд, за да избегне обстрела. След като се разправили с броненосците от вътрешния рейд на 25 ноември японците отново започват стрелбата по „Баян“. От 9 до 17 часа по крайцера са изстреляни до 320 11" и 6" снаряда. Четири от десетте, които го уцелили, са 11" калибър. Без да има подводни пробойни, корабът поема все повече вода, заради запълването на отсеците с вода, като средство за борба с пожарите на борда. За възстановяване на кораба вече и дума не може да става. Към пладне на 26 ноември крайцерът, поел много вода и с 15° крен на левия борд с целия корпус, ляга на дъното на Източния басейн.
Част от екипажа на „Баян“ формира десантна рота, с командири мичман Ю. Л. Леонткович и инженер-механик Е. П. Кошелев. Капитан 2-ри ранг Иванов получава длъжност в щаба. Нощта на 20 декември 1904 г. „Баян“ е взривен.

### В състава на японския флот
След превземането на Порт Артур японците започват изваждането на потопените там кораби. На 7 август пътя към Япония поема и изваденият „Баян“. Отначало бившите руски кораби е планирано да се продадат на Китай, но сделката не се осъществява и на 22 август 1905 г. крайцерът е зачислен към японския флот с името „Асо“. През периода 1906 – 1908 той преминава възстановителен ремонт в град Майдзуру, като са поставени нови котли модел „Миябара“ и оръдия Викерс.
През 1913 г. кулите с 8" оръдия са свалени от крайцера и са поставени палубни 6" оръдия 50 калибър. За разлика от крайцера „Варяг“ и броненосците „Полтава“ и „Пересвет“ „Баян“ не е продаден на Русия през 1916 г. През 1921 – 1922 г. той е преоборудван на минен заградител (420 мини), а в 1930 г. е изключен от състава на флота и превърнат в блокшив.
На 8 август 1932 г. корпусът на крайцера е разстрелян като мишена от тежкия крайцер „Миоко“.

## Командири на кораба
„Баян“
- 15 януари 1900 – 3 април 1902 – капитан 1-ви ранг Александр Ростиславович Родионов, впоследствие вицеадмирал на флота и началник на Главното управление по корабостроене и снабдяване на флота;
- 3 април 1902 – 15 август 1904 – капитан 1-ви ранг Роберт Николаевич Вирен, впоследствие адмирал на флота и командир на Черноморския флот на Русия;
- 15 август 1904 – 20 декември 1904[1] – капитан 2-ри ранг Фьодор Николаевич Иванов, впоследствие вицеадмирал на флота.

„Асо“
- 15 октомври 1907 – 1 октомври 1909 капитан 1-ви ранг Хитаро Исии (на японски: 石井義太郎);
- 1 октомври 1909 – 26 септември 1910 капитан 1-ви ранг Тецутаро Сато (на японски: 佐藤鉄太郎);
- (и.д.) 1 декември 1910 – 17 декември 1910 капитан 1-ви ранг ? (на японски: 笠間直);
- 1 април 1911 – 22 май 1912 капитан 1-ви ранг Ситаро Накадзима (на японски: 中島市太郎);
- (и.д.) 27 септември 1912 – 1 декември 1912 капитан 1-ви ранг Дзюнтаро Хиросе (на японски: 広瀬順太郎);
- 1 декември 1912 – 1 декември 1913 капитан 1-ви ранг Тюсабуро Сакакибара (на японски: 榊原忠三郎);
- 1 декември 1913 – 1 октомври 1915 капитан 1-ви ранг Тюнодзьо Коямада (на японски: 小山田仲之丞);
- 13 декември 1915 – 1 декември 1916 капитан 1-ви ранг Сийоудзоу Васима (на японски: 桑島省三);
- 1 декември 1916 – 1 декември 1917 капитан 1-ви ранг Таро Ханабуса (на японски: 花房太郎);
- 1 декември 1917 – 25.9.1918 капитан 1-ви ранг Хейсиро Оми (на японски: 大見丙子郎);
- 20 ноември 1918 – 20 ноември 1919 капитан 1-ви ранг Гендзи Иде (на японски: 井手元治);
- 20 ноември 1919 – 20 ноември 1920 капитан 1-ви ранг Тикахару Коидзуми (на японски: 小泉親治);
- 20 ноември 1920 – ? капитан 1-ви ранг Токьоми Моримура (на японски: 森本兎久身);
- 1 юли 1922 – 10 ноември 1922 капитан 1-ви ранг Кесаити Хицуда (на японски: 七田今朝一);
- 20 юли 1923 – 7 май 1924 капитан 1-ви ранг Иносуке Токуда (на японски: 徳田伊之助);
- 7 май 1924 – 10 ноември 1924 капитан 1-ви ранг Санкити Такахаси (на японски: 高橋三吉);
- 10 ноември 1924 – 20 ноември 1925 капитан 1-ви ранг Нобуити Ямагути (на японски: 山口延一);
- 20 ноември 1925 – 15 ноември 1926 капитан 1-ви ранг Мийодзо Куроянаги (на японски: 畔柳三男三).

## Оценка на проекта
Проектът „Баян“ е разработен на основата на индивидуални (експериментални) тактически и стратегически задания, в които най-отчетливо се проявява тенденцията за увеличаването на бойната мощ (усилване на артилерията и защитеността), за целите на адаптацията на „средния“ крайцер 1 ранг към условията на ескадрения бой. Корабът има бронирана палуба, напълно брониран борд с дебелина на бронята до 200 мм, бронирани куполни АУ за ГК от 2×1-203-мм. Обаче голямата маса на броневата защита (1450 т) изисква намаляването на запасите гориво, следствие на което далечината на плаване на кораба, при пълен запас гориво, не превишава 2000 мили, което прави нецелесъобразно неговото широко използване за носенето на дозорна служба, разузнаване и като куриерски съд при ескадрата. Така, проектът „Баян“ фактически напълно губи многофункционалността, свойствена на съвременните му проекти бронепалубни крайцери от 1 ранг – реализира се като тясноспециализиран „сугубо ескадрен“ крайцер. Анализът на бойните действия на руските крйацери 1 ранг в периода на руско-японската война – поква, че проектът „Баян“ се явява най-удачният тип „среден“ броненосен крайцер от 1 ранг (по сравнение с „големите“ броненосни крайцери от 1 ранг: „Россия“ и „Громобой“ и „средните“ бронепалубни крайцери 1 ранг от типовете: „Диана“; „Варяг“; „Аскольд“ и „Богатырь“) – той е най-приспособен за крайцирстване в ограничен район от моретата на Тихоокеанския театър, за условията на базирането на главните сили на флота в Порт Артур и към условията на ескадрения бой с най-новите японски крайцери.

## Другите крайцери от типа „Баян“
- „Адмирал Макаров“
- „Баян II“
- „Палада II“